# Biskupie (Lublin)
Biskupie – dawniej wieś, od 1989 peryferyjna część miasta Lublin, leżąca w jego wschodniej części. Rozpościera się wzdłuż ulicy Biskupie, przy granicy ze Świdnikiem, do którego w 1954 roku włączono część Biskupia.

## Historia
Dawniej wieś. Od 1867 w gminie Wólka w powiecie lubelskim. W okresie międzywojennym miejscowość należała do woj. lubelskim. 1 września 1933 utworzono gromadę Biskupie Wieś w granicach gminy Wólka.
Podczas II wojny światowej Biskupie włączono do Generalnego Gubernatorstwa (dystrykt lubelski), cały czas w gminie Wólka. W 1943 roku liczba mieszkańców wynosiła 268.
Po II wojnie światowej wojnie Biskupie należało do powiatu lubelskiego w woj. lubelskim jako jedna z 27 gromad gminy Wólka.
W związku z reorganizacją administracji wiejskiej jesienią 1954, główna część gromady Biskupie weszła 5 października 1954 w skład nowo utworzonej gromady Wólka, natomiast południową część Biskupia włączono do  gromady Adampol, którą 13 listopada 1954 przekształcono w miasto Świdnik.
Biskupie w gromadzie Wólka przetrwało do końca 1972 roku, czyli do kolejnej reformy gminnej. 1 stycznia 1973 weszło w skład reaktywowanej gminy Wólka. W latach 1975–1988 miejscowość należała administracyjnie do województwa lubelskiego.
1 stycznia 1989 Biskupie włączono do Lublina.